# Kerstenite
La kerstenite è un minerale non più riconosciuto dall'IMA dal 2006 perché si tratta di molybdomenite od olsacherite.